# Angna Mountain
Angna Mountain – szczyt na terytorium Nunavut, w Kanadzie, w Górach Baffina będących częścią pasma innuickiego, na Ziemi Baffina. Jego wysokość wynosi 1710 m n.p.m. i jest szesnastym co do wysokości szczytem w Nunavut.